# تطبيق روبن هود (شركة)
تطبيق روبن هود التابع لشركة روبن هود ماركيت انكوربوريشن Robinhood Markets، Inc. هي شركة خدمات مالية أمريكية يقع مقرها الرئيسي في مينلو بارك، كاليفورنيا،  تشتهر بتقديم عمليات تداول خالية من العمولات للأسهم والصناديق المتداولة في البورصة عبر تطبيق جوال تم طرحه في مارس 2015 يحمل اسم روبن هود. وهي وسيط-وسيط خاضع لرقابة FINRA هيئة تنظيم الصناعة المالية الأمريكية، ومسجلة لدى لجنة الأوراق المالية والبورصات الأمريكية، وهي عضو في مؤسسة حماية المستثمرين في الأوراق المالية. تأتي إيرادات الشركة من ثلاثة مصادر رئيسية: الفائدة المكتسبة على الأرصدة النقدية للعملاء، ومعلومات أوامر البيع للمتداولين ذوي الترددات العالية (وهي ممارسة فتحت لجنة الأوراق المالية والبورصات تحقيقًا في الشركة في سبتمبر 2020)  وإقراض هامش التمويل. اعتبارًا من عام 2020، كان لدى التطبيق 13 مليون مستخدم.

## تاريخه
تأسست روبن هود في أبريل 2013 من قبل فلاديمير تينيف وبايجو بهات، اللذين قاما سابقًا ببناء منصات تداول عالية التردد للمؤسسات المالية في مدينة نيويورك. يأتي اسم الشركة من مهمتها المتمثلة في «تزويد الجميع بإمكانية الوصول إلى الأسواق المالية، وليس فقط الأثرياء». وأشار تينيف إلى أن تنفيذ سمسرة تكلفة التجارة «كسور من بنس واحد» لكنهم عادة ما يفرضون رسومًا تتراوح من 5 إلى 10 دولارات أمريكية لكل صفقة، بالإضافة إلى الحد الأدنى المطلوب للحساب من 500 دولار إلى 5000 دولار.
عرضت الشركة تطبيقها علنًا لأول مرة في مجلة LA Hacks، ونشرته لأول مرة على متجر أبل AppStore في ديسمبر 2014، ثم أطلقت التطبيق رسميًا في مارس 2015.
اعتبارًا من يناير 2015، كان 80٪ من عملاء الشركة ينتمون إلى ديموغرافية "جيل الألفية " وكان متوسط عمر العميل 26 عامًا. يستخدم 50 %من المستخدمين الذين أجروا صفقة تداول التطبيق يوميًا ويستخدمه 90٪ أسبوعيًا. اعتبارًا من عام 2020، كان لدى تطبيق روبن هود 13 مليون مستخدم.
في أبريل 2017، جمعت روبن هود 110 مليون دولار بتقييم 1.3 مليار دولار بقيادة يوري ميلنر من DST Global و Greenoaks Capital و Thrive Capital . في 10 مايو 2018، أغلقت شركة روبن هود جولة تمويل بقيمة 363 مليون دولار من السلسلة D بقيادة DST Global. اعتبارًا من مايو 2018 جمعت شركة روبن هود ما مجموعه 539 مليون دولار من تمويل رأس المال الاستثماري، مع آخر تقييم بلغ 5.6 مليار دولار، بزيادة عن التقييم السابق البالغ 1.3 مليار دولار.
في فبراير 2018، أعلنت الشركة أنها ستنقل مقرها الرئيسي من بالو ألتو إلى المقر السابق لمجلة صن سيت في مينلو بارك.
في مايو 2019، نشرت تقارير من بلومبرج ومنافذ أخرى سعي شركة روبن هود للحصول على تمويل إضافي قدره 200 مليون دولار، مما قد يقدّر قيمة الشركة في نطاق يتراوح بين 7 مليارات دولار و 10 مليارات دولار. في نوفمبر 2019، أعلنت الشركة عن توسعها في المملكة المتحدة.
خلال انهيار سوق الأسهم عام 2020، زاد تداول شركة روبن هود. يُعزى الارتفاع اللاحق في السوق جزئيًا إلى متداولي الشركة، ولكن أشارت دراسة إلى أن متداولي شركة روبن هود كان لهم تأثير يومي ضئيل على الأسهم الرئيسية.
في شهر مايومن عام 2020، أُعلن أن شركة روبن هود قد جمعت 280 مليون دولار من التمويل الاستثماري بتقييم مسبق للمال قدره 8.3 مليار دولار بقيادة شركة Sequoia Capital، وبعد 3 أشهر، أعلنت الشركة عن جولة تمويل من السلسلة G بقيمة 200 مليون دولار من مستثمر جديد، دي 1 كابيتال بارتنير، في 17 أغسطس.

## المنتجات

### تداول الأسهم وصناديق الاستثمار المتداولة
كان منتج شركة روبن هود الأصلي عبارة عن عمليات تداول خالية من العمولة للأسهم والصناديق المتداولة في البورصة. في فبراير 2016 قدمت شركة روبن هود الودائع الفورية، مما أدى إلى إيداع المستخدمين على الفور لإيداعات تصل إلى 1000 دولار؛ في السابق كانت الأموال تستغرق ثلاثة أيام لتظهر عبر تحويل غرفة المقاصة الألية. في سبتمبر 2016، أطلقوا روبن هود الذهبي، وهي خطة اشتراك متميزة تقدم ما يصل إلى 50000 دولار من الودائع الفورية والتداول بالهامش والمزيد من تحليلات السوق. اعتبارًا من فبراير 2017، نفذت الشركة أكثر من 30 مليار دولار في الصفقات. في أغسطس 2017، بدأت الشركة في تقديم أسهم مجانية مقابل إحالة مستخدمين جدد. منعت شركة روبن هود مستخدميها من شراء بعض الأسهم النقدية عالية المخاطر، مثل حظر مشتريات Helios and Matheson Analytics، مالك MoviePass، في أغسطس 2018. الخدمات غير المقدمة تشمل حسابات التقاعد والصناديق المشتركة والسندات.
في أكتوبر 2019 أعلنت العديد من شركات السمسرة الكبرى مثل E-Trade و TD Ameritrade و Charles Schwab في تتابع سريع أنها تلغي رسوم التداول. تم الاستشهاد بالمنافسة مع شركة روبن هود كسبب. على الرغم من أن تشارلز ر. شواب قال إنه من نوايا الوساطة الخاصة به إلغاء رسوم التداول في نهاية المطاف، حيث كانت الشركة على مر التاريخ وسيطًا للخصم. تم تقديم الدعم لشراء الأسهم الكسرية وإعادة استثمار الأرباح تلقائيًا في ديسمبر 2019. تم تقديم الاستثمارات المتكررة التلقائية في مايو 2020.

### تداولالعملات المشفرة
في 25 يناير 2018، أعلنت شركة روبن هود عن قائمة انتظار لتداول العملات المشفرة بدون عمولة.  بحلول نهاية اليوم الأول، نمت قائمة الانتظار إلى أكثر من 1,250,000. بدأت شركة روبن هود في عرض تداول Bitcoin وEthereum للمستخدمين في كاليفورنيا وماساتشوستس وميسوري ومونتانا في فبراير 2018. في مايو 2018، وسعت شركة روبن هود منصة التداول الخاصة بها إلى ويسكونسن ونيو مكسيكو.

### الخدمات المصرفية
في يونيو 2018 أفيد أن شركة روبن هود كانت تجري محادثات للحصول على ترخيص مصرفي أمريكي، مع متحدث باسم الشركة زعم أن الشركة تجري محادثات «بناءة» مع مكتب مراقب العملات ‏ OCC الأمريكية.
في ديسمبر 2018، أعلنت الشركة الفحص والتوفير في حسابات، مع بطاقات السحب الآلي الصادرة عن بنك ساتون مقرها أوهايو سيكون متاحا في وقت مبكر من عام 2019. ادعى ت الشركة أنه سيكون للحسابات معدل فائدة سنوي قدره 3٪ ؛ في وقت الإعلان، كان أعلى سعر فائدة على حساب التوفير من بنك مرخص هو 2.36٪. ادعت الشركة في البداية أن الحسابات ستكون مؤمنة من شركة حماية مستثمر الأوراق المالية SIPC، وهو ما نفاه SIPC. تم تغيير العلامة التجارية للمنتجات لتصبح «إدارة النقد» في اليوم التالي. في يناير 2019، تمت إزالة قائمة الانتظار وصفحة التسجيل من التطبيق. تم الإعلان عن ميزة جديدة لإدارة النقد في أكتوبر 2019، مع تأمين FDIC من مختلف البنوك الشريكة ومعدل فائدة سنوي 2.05٪، على الرغم من تخفيضه قبل الإطلاق إلى 1.8٪ بعد خفض سعر الفائدة الفيدرالي. تم إطلاق الميزة في ديسمبر 2019. ومع ذلك، فإن APY الحالي هو جزء بسيط مما وعد به في الأصل وهو 0.30٪.

## الخلافات

### الدفع لتدفق الطلب
ذكرت بلومبرج نيوز في أكتوبر 2018 أن شركة روبن هود تلقت ما يقرب من نصف إيراداتها من الدفع لتدفق الطلبات. وأكدت الشركة هذا لاحقًا على موقعها على الإنترنت عندما سألتها CNBC. وجدت صحيفة وول ستريت جورنال أن شركة روبن هود «يبدو أنها تحصل على أموال أكثر من منافسيها» بنسبة تصل إلى 60 إلى 1، وفقًا لملفاتها التنظيمية.
فرضت هيئة تنظيم الصناعة المالية غرامة قدرها 1.25 مليون دولار على شركة روبن هود في ديسمبر 2019 لفشلها في ضمان حصول عملائها على أفضل سعر للطلبات. تم توجيه جميع تداولات الشركة بين أكتوبر 2016 ونوفمبر 2017 إلى الشركات التي دفعت مقابل تدفق الطلبات، ولم تفكر الشركة في تحسين الأسعار الذي ربما تم الحصول عليه من خلال صانعي السوق الآخرين. تم رفع دعوى قضائية ضد الشركة في دعوى قضائية جماعية في ديسمبر 2020 لفشلها في الكشف عن أن جزءًا كبيرًا من إيراداتها يعتمد على الدفع مقابل تدفق الطلبات.

### اختراق امني
في يوليو 2019 اعترفت شركة روبن هود بتخزين كلمات مرور العملاء بنص واضح وبصيغة يمكن قراءتها عبر أنظمتها الداخلية، وفقًا لرسائل البريد الإلكتروني التي أرسلتها إلى العملاء المتأثرين. ورفضت شركة روبن هود الكشف عن عدد العملاء الذين تأثروا بالخطأ وادعت أنها لم تجد أي دليل على سوء المعاملة. ومع ذلك في عام 2020، أقرت الشركة بأن ما يقرب من 2000 حساب من روبن هود ماركيتنغ تعرض للاختراق في موجة القرصنة،  وأن المتسللين اختلسوا أموال العملاء، في إشارة إلى أن الهجمات كانت أكثر انتشارًا مما كان معروفًا في السابق، ولم تكن واردة في الأصل من قِبل روبن هود.

### الرافعة المالية اللانهائية
في نوفمبر 2019، أحد المستخدمين على WallStreetBets subreddit شاركت خلل الذي يسمح للمستخدمين لتطبيق روبن هود الذهب لاقتراض أموال غير محدودة عبر بيع المكالمات المشمولة حيث تم شراؤها من أسهم استخدام النفوذ، وقسط كانت تستخدم من الدعوة إلى وصول قوة إضافية لشراء أكثر من أجل بيع المزيد من المكالمات وما إلى ذلك. تم إغلاق الثغرة بعد ذلك بوقت قصير وتم تعليق الحسابات التي استغلتها، ولكن ليس قبل أن تسجل بعض الحسابات خسائر مكونة من ستة أرقام باستخدام ما أطلق عليه مستخدمو WallStreetBets اسم «رمز الغش اللانهائي للأموال».

### الانقطاعات
يوم الاثنين 2 مارس 2020، عانت الشركة من انقطاع على مستوى النظام طوال اليوم خلال أكبر مكسب يومي للنقاط في تاريخ Dow Jones، مما منع المستخدمين من تنفيذ معظم الإجراءات على المنصة، بما في ذلك فتح وإغلاق الصفقات. خلال هذا الانقطاع، ارتفع مؤشر S&P 500 بأكثر من 4.6 %. افترض مستخدمو تطبيق روبن هود أن الانقطاع كان نتيجة خطأ في الترميز فيما يتعلق بمعالجة السنة الكبيسة ليوم السبت 29 فبراير 2020. أنكر شركة روبن هود هذه الادعاءات. قال الشركة إنهم سيقدمون تعويضًا على أساس كل حالة على حدة. شهدت روبن هود انقطاعًا رئيسيًا آخر على مستوى النظام في 9 مارس. تواجه روبن هود حاليًا ثلاث دعاوى قضائية بسبب انقطاع الخدمة في مارس 2020.

### 2020 SEC probe
في 2 سبتمبر 2020، ذكرت صحيفة وول ستريت جورنال أن روبن هود كان يخضع لتحقيق SEC لفشلها في الكشف بشكل كامل عن أوامر بيع العملاء لشركات تجارية عالية السرعة، مع احتمال 10 دولارات. مليون زائد غرامة. دفعت الشركة 65 مليون دولار لتسوية تحقيق هيئة الأوراق المالية والبورصات في 17 ديسمبر 2020.

### التلعيب في ماساتشوستس
في 16 كانون الأول (ديسمبر) 2020، قدم قسم الأوراق المالية في ماساتشوستس شكوى إدارية تزعم انتهاك قوانين الأوراق المالية الحكومية من خلال «تسويق نفسها لمستثمري ماساتشوستس دون اعتبار لمصالح عملائها الفضلى والفشل في الحفاظ على البنى التحتية والإجراءات اللازمة لتلبية متطلبات قاعدة عملائها المتنامية بسرعة». نتيجة لواجهتهم المحببة التي تسمح للمستثمرين الجدد بالمشاركة في تداول المشتقات المتقدمة والمبيعات القصيرة وخيارات الاتصال، أكد قسم الأوراق المالية في ماساتشوستس أن روبن هود تستغل المستثمرين المبتدئين، نظرًا لأن هذه الأنواع من التجارة عادة ما تعتبر «خارج الحدود» للجديد المستثمرين بسبب المخاطر العالية التي ينطوي عليها.

### 2021 الازمة البسيطة
في 28 يناير 2021 فرضت روبن هود قيودًا على تداول بعض الأسهم بعد محاولة مستخدمي r / wallstreetbets subreddit لرفع أسعارها. أثار هذا القرار إدانة من مستخدمي الإنترنت على subreddit وعلى تويتر. دعت نائبة مجلس النواب الأمريكي رشيدة طليب إلى جلسة استماع في لجنة الخدمات المالية بمجلس النواب، وكتبت على تويتر أن تصرف شركة روبن هود كان «تلاعبًا بالسوق» لحماية صناديق التحوط. غرد الممثل الديمقراطي ألكساندريا أوكاسيو كورتيز بأن التقييد «غير مقبول»، قائلاً إن الكونجرس بحاجة إلى معرفة المزيد عن قرار الشركة «بمنع المستثمرين الأفراد من شراء الأسهم بينما صناديق التحوط قادرة بحرية على تداول الأسهم على النحو الذي تراه مناسبًا»، مع الجمهوريين. السناتور تيد كروز وقطب الأعمال إيلون ماسك يدعمان هذا الشعور.
بعد هذا الجدل عانى التطبيق من تدفق التعليقات بنجمة واحدة على متجر تطبيقات Google Play.  حذفت Google ما لا يقل عن 100,000 من هذه المراجعات ووصفتها بأنها «منسقة أو غير عضوية»  ومع ذلك، بعد جولة أخرى من المراجعات السلبية على التطبيق مما أدى إلى انخفاضه إلى تصنيف 1.1 نجمة، أكدت جوجل أن التعليقات الجديدة لا تنتهك سياسات جوجل ولن تتم إزالتها. كما ظهر المتظاهرون خارج مقر روبن هود الرئيسي في مينلو بارك، كاليفورنيا، في مقر لجنة الأوراق المالية والبورصة في واشنطن العاصمة، وبورصة نيويورك. في 28 يناير، تم رفع دعوى جماعية ضد روبد هود بتهمة التلاعب بالسوق في المنطقة الجنوبية من نيويورك. تزعم الدعوى القضائية أن التطبيق «قام عن قصد وعن قصد وعن عمد بإزالة السهم» GME «من منصته التجارية وسط ارتفاع غير مسبوق في الأسهم [...] حرم مستثمري التجزئة من القدرة على الاستثمار في السوق المفتوحة والتلاعب بالسوق المفتوحة». في وقت لاحق من ذلك اليوم، أعلنت الشركة أنها ستعيد شراء الأسهم بكميات محدودة في 29 يناير.

## الروابط الخارجية
- الموقع الرسمي
- مقابلة فلاديمير تينيف مع جيسون كالاكانيس في مهرجان الإطلاق